# Kurmanajbasz
Kurmanajbasz (ros. Курманайбаш) – wieś (sieło) w Rosji, w Baszkortostanie, w rejonie mijakińskim. W 2010 liczyła 194 mieszkańców.